# Elfin Sports Cars

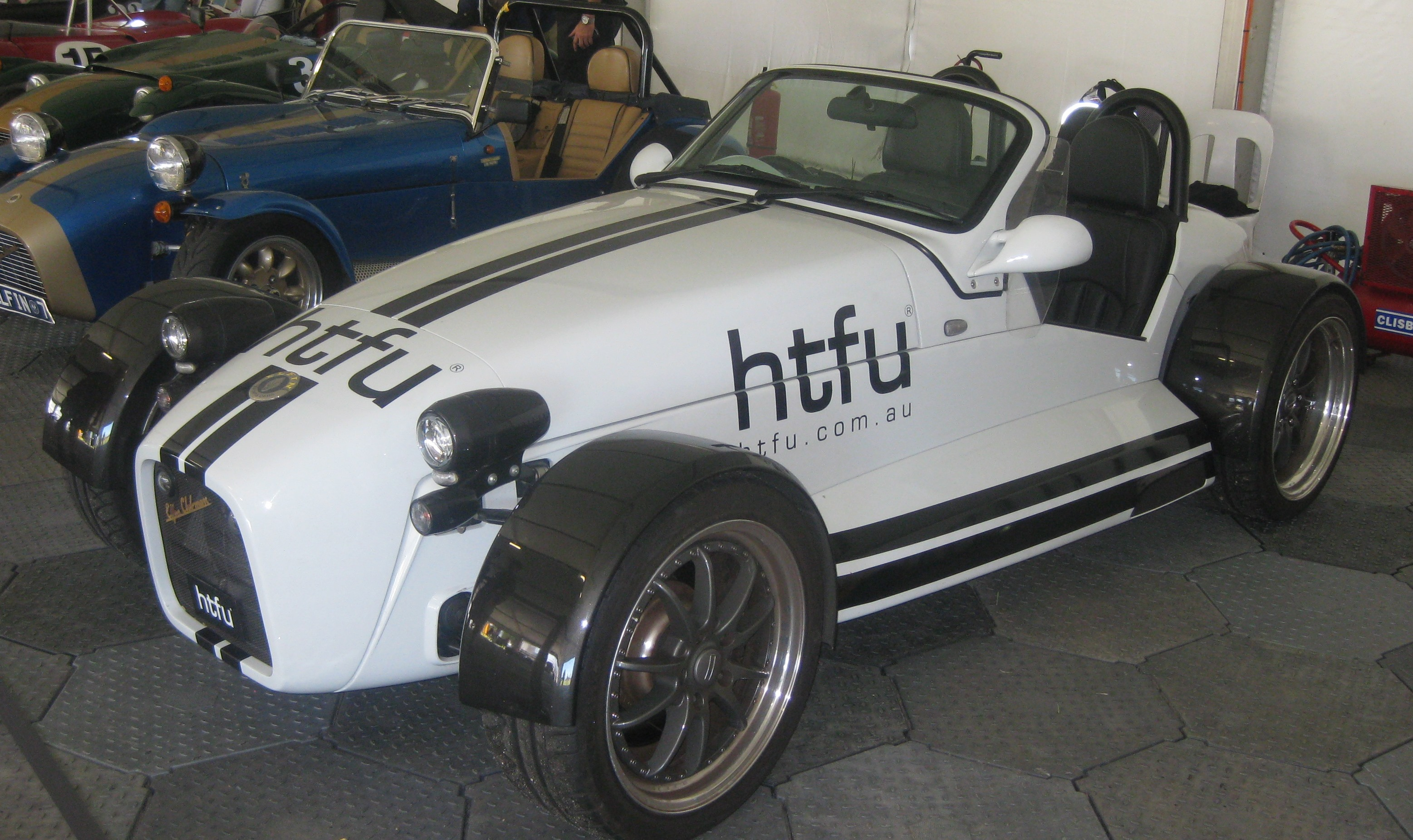
Elfin MS8 Clubman

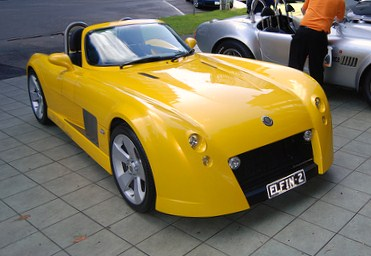
Elfin MS8 Streamliner

Elfin Sports Cars war ein australischer Sportwagenhersteller. 

## Beschreibung
Die Firma wurde 1959 von Garrie Cooper, einem erfolgreichen Championship-Fahrer, gegründet. 1998 wurde Elfin von den Geschäftsmännern Bill Hemming und Nick Kovatch gekauft. Sitz ist in Clayton im Staat Victoria.
Elfin Sports Cars gewann 29 Meisterschaften und Haupttitel einschließlich zwei australischen Fahrer-Meisterschaften, fünf australische Sportwagen-Meisterschaften, viermal die Australian Tourist Trophy und drei Formel-Ford-Titel, den Singapur-Grand-Prix (1968) und zweimal den Großen Preis von Malaysia (1968 und 1969).
Die Firma stellte 2012 die Produktion ein. Später wurde das Unternehmen aufgelöst.

## Produkte
Die Pkw-Produktion Ende 2006 umfasste zwei Modelle: MS8 Clubman und MS8 Streamliner.